# 441 Bathilde
441 Bathilde este un asteroid din centura principală, descoperit pe 8 decembrie 1898, de Auguste Charlois.